# Serixia sarawakensis
Serixia sarawakensis là một loài bọ cánh cứng trong họ Cerambycidae.